# Arbutus arizonica
Arbutus arizonica (A.Gray) Sarg., 1891 (nota in inglese col nome di Arizona Madrone) è un albero della famiglia Ericaceae, presente nel sudovest degli Stati Uniti e in Messico.

## Descrizione
È un albero che cresce fino a circa 15 m ed ha la corteccia di colore rosato-marrone.
Il frutto è una bacca arancione/rossa.

## Distribuzione e habitat
Principalmente diffusa in Messico, ma anche nel sudovest degli Stati Uniti d'America e nella cordigliera della Sierra Madre Occidentale.

Si ritrova da Jalisco nel sud, al nord nell'Arizona e nel Nuovo Messico, nella regione dell'Arcipelago Madrense, catena montuosa di "isole del cielo" nel sudest dell'Arizona, e la regione estrema, a sudovest, del tacco dello stivale del Nuovo Messico. 
Si ritrova a Sonora, Chihuahua e Durango, ma evidentemente non nell'adiacente Sinaloa.